# ألان وايلدر (ممثل)
ألان وايلدر (بالإنجليزية: Alan Wilder)‏ هو ممثل أمريكي، ولد في 24 سبتمبر 1953 في شيكاغو في الولايات المتحدة.

## أعمال

### أفلام
- (1990) وحيد في المنزل[2][3][4]

## وصلات خارجية
- ألان وايلدر على موقع IMDb (الإنجليزية)
- ألان وايلدر على موقع قاعدة بيانات برودواي على الإنترنت (الإنجليزية)
- ألان وايلدر على موقع قاعدة بيانات الفيلم (الإنجليزية)